# Långsjön (Eggvena socken, Västergötland)
Långsjön är en sjö i Herrljunga kommun och Vårgårda kommun i Västergötland och ingår i Göta älvs huvudavrinningsområde. Sjön har en area på 0,164 kvadratkilometer och ligger 115,7 meter över havet. Vid provfiske har abborre och gädda fångats i sjön. Norr om sjön går den 12  kilometer långa vandringsleden Sju sjöars led.

## Delavrinningsområde
Långsjön ingår i det delavrinningsområde (644884-132550) som SMHI kallar för Mynnar i Nossan. Medelhöjden är 108 meter över havet och ytan är 39,38 kvadratkilometer. Det finns inga avrinningsområden uppströms utan avrinningsområdet är högsta punkten. Lillån som avvattnar avrinningsområdet har biflödesordning 3, vilket innebär att vattnet flödar genom totalt 3 vattendrag innan det når havet efter 174 kilometer. Avrinningsområdet består mestadels av skog (43 %), öppen mark (10 %) och jordbruk (41 %). Avrinningsområdet har 0,41 kvadratkilometer vattenytor vilket ger det en sjöprocent på 1 %.

## Galleri

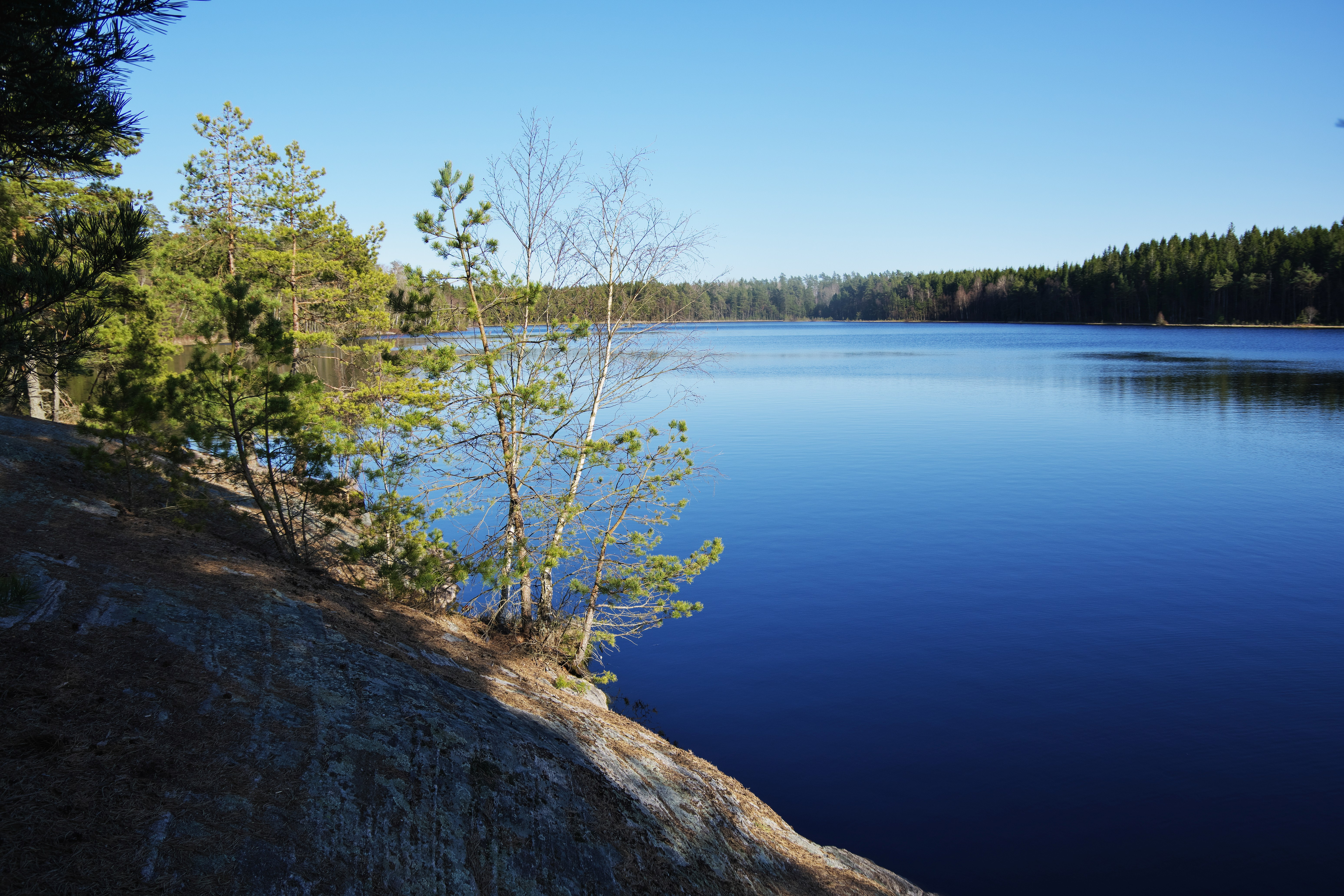
Vid sjön går vandringsleden sju sjöars vandringsled på klipphällar längs sjöns norra strand.
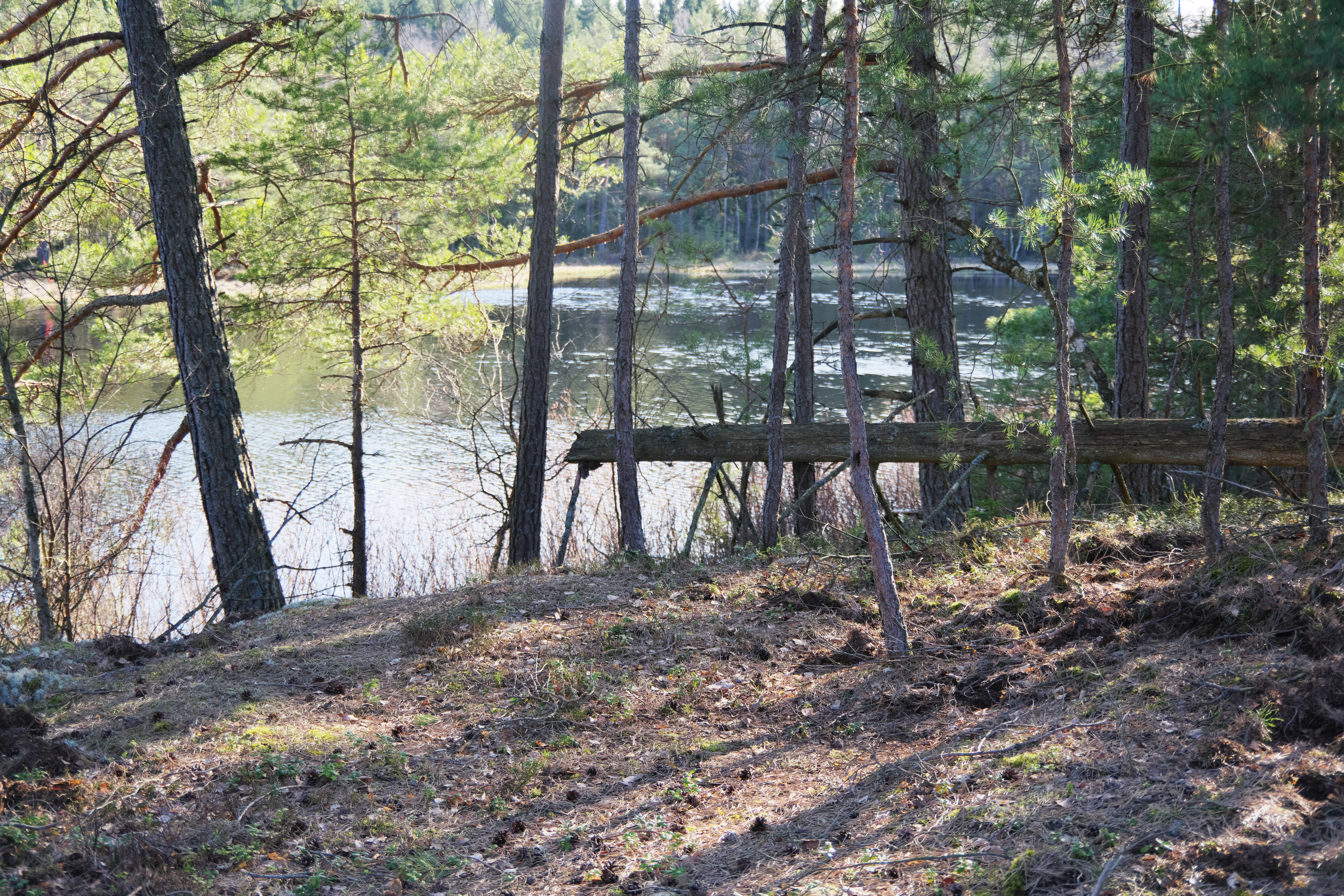
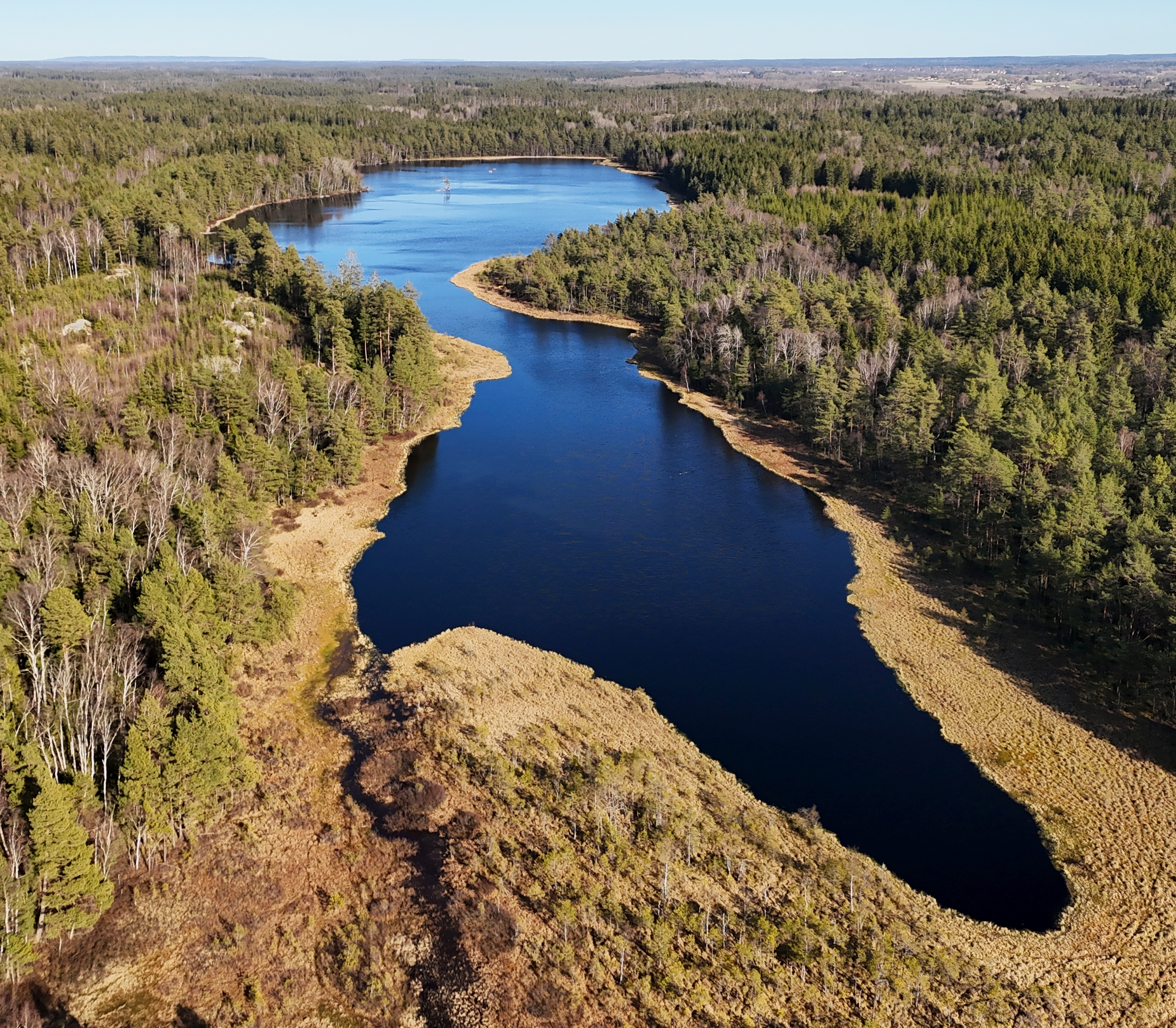
Långsjön från väster.